# 台鐵通勤電聯車

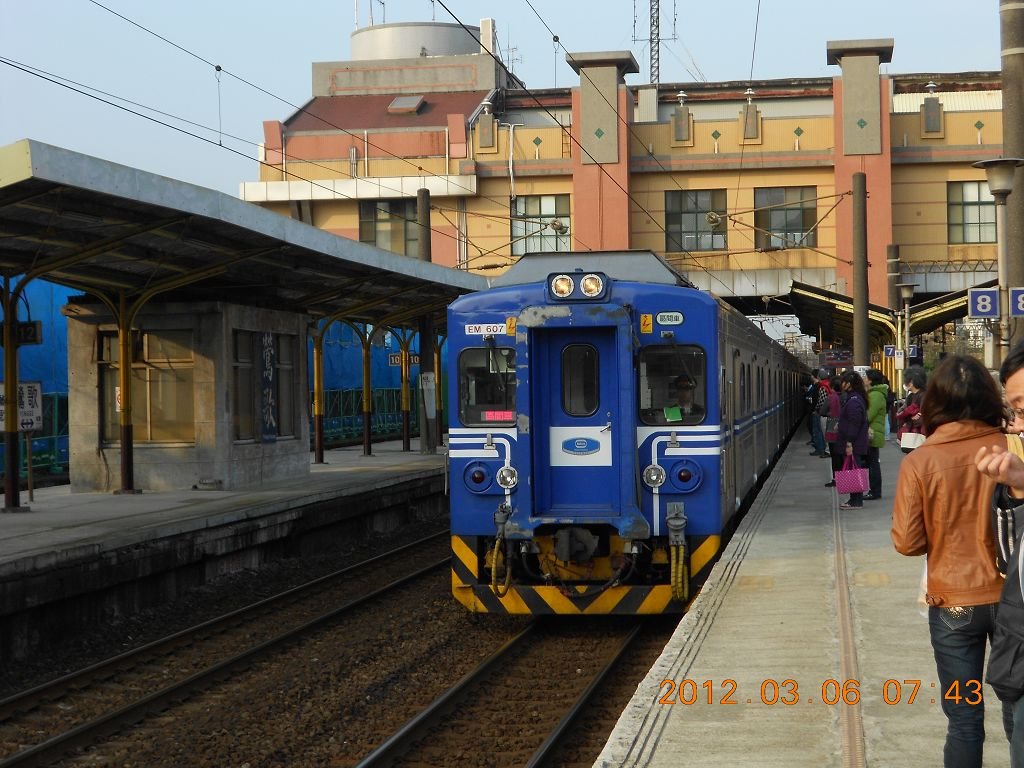
台鐵電聯車典型代表EMU600型電車

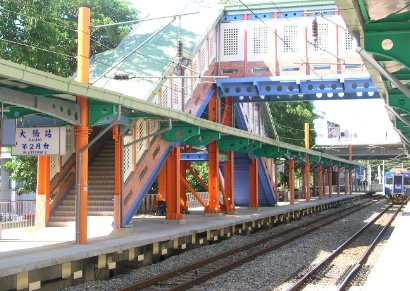
臺鐵捷運化新設之大橋車站，以通勤電聯車為主要停靠車種

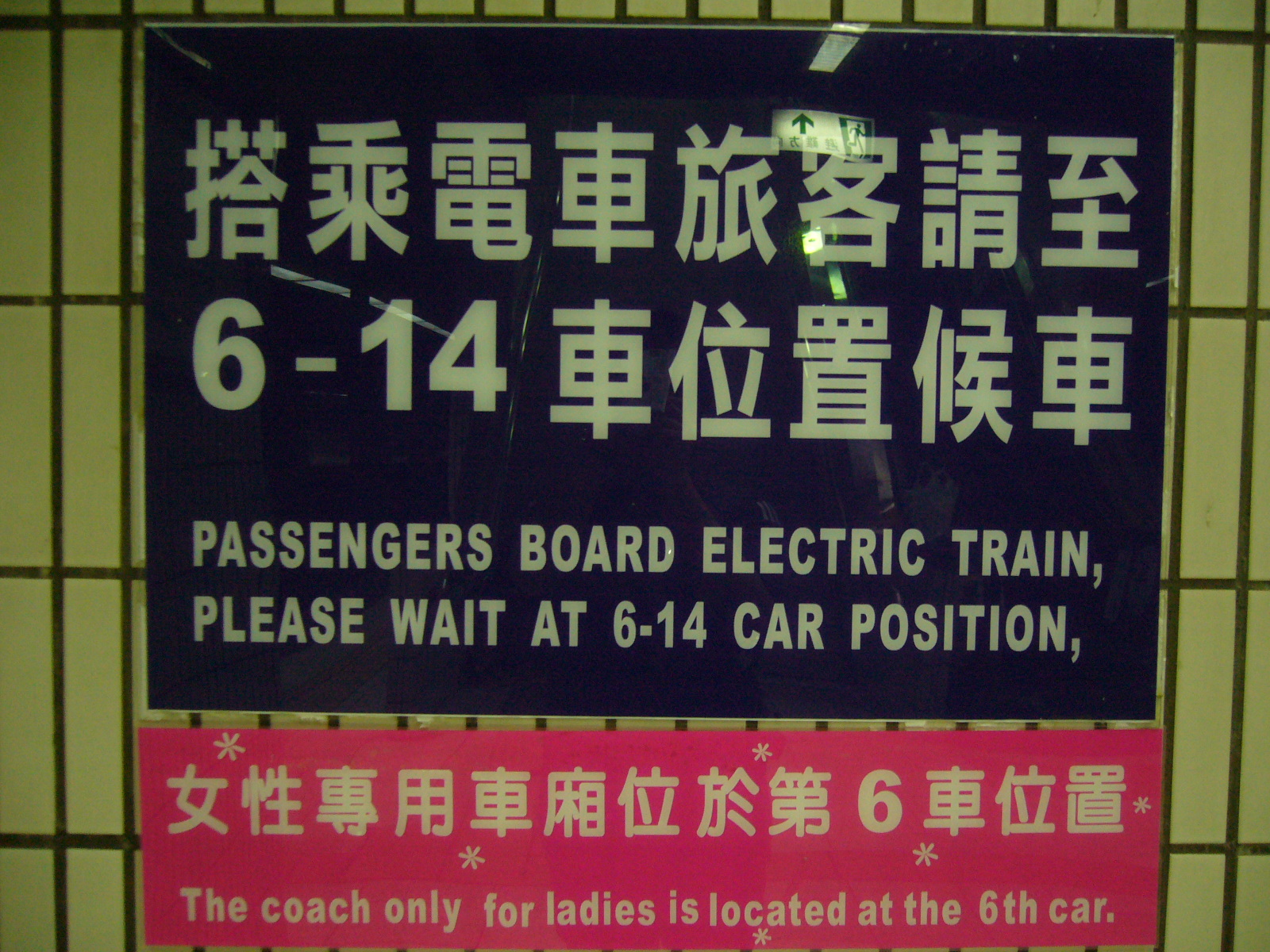
通勤電聯車增設女性專用車廂

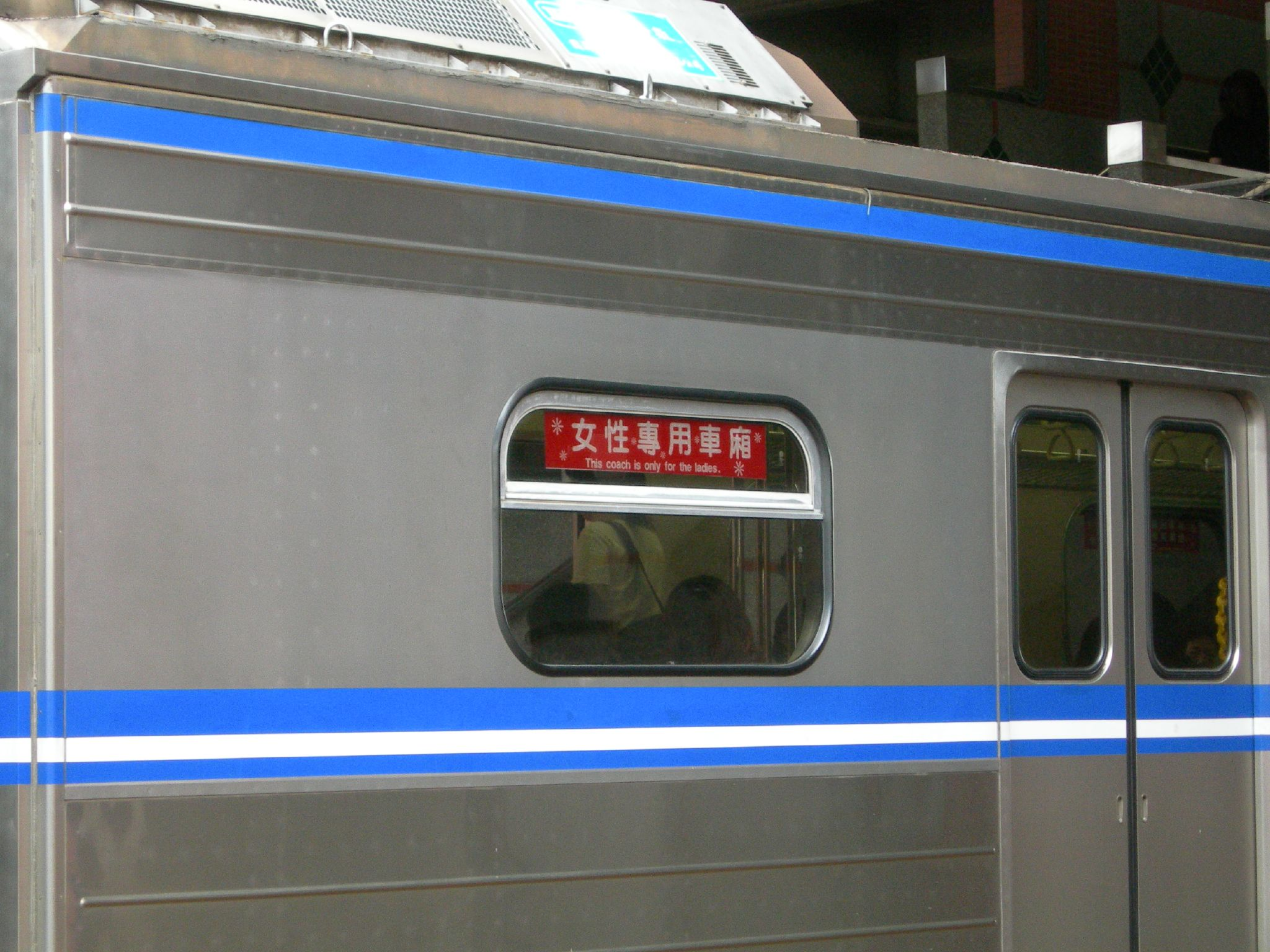
通勤電車女性專用車廂

通勤電聯車，又稱電聯車、通勤電車或電車，為臺鐵自1990年11月10日起使用的車型，主要用於通勤鐵路服務，均為動力分散式之電聯車。其亦曾為臺鐵的客車車種之一，為現今區間車之前身。

## 概要

### 沿革
由於台灣北部區間短途通勤人口日益增加，原台鐵之普通車與平快車無法負荷所需，且無冷氣空調設備，天氣炎熱時乘車舒適度不佳，機車牽引加減速較慢而拉長行車時間，因此自1990年11月10日起，台鐵首度引進EMU400型通勤電聯車行駛於縱貫線基隆至新竹間路段（少數班次延長至三義、臺中），以取代原本老舊不堪的普通車與平快車。
EMU400型通勤電聯車參考原TP32850型通勤客車之配置，上下車門較大，雖車門數仍只有單側2個，與外國通勤電聯車相比偏少，仍可大幅節省上下車的時間，對於通勤旅客有很大的幫助；加上列車加減速度快而且有空調，大幅節省通勤旅客的時間、改善乘車品質，上路之後立即獲得社會大眾的青睞。時刻表上的車種最初為「通勤電車」，後改為「電車」。
通勤電車以復興號票價收費，因原則為各站停靠，故營運初期部分原只停靠平快車與普通車且仍販售名片式車票的車站，開始販售復興號的名片式車票。另營運初期常有旅客買了普通車車票就想上車，為避免旅客買錯車種，一度有部分車站以「復興號電聯車」稱呼通勤電車。
因通勤電車的推出受到好評，故台鐵在1995年的810輛新車購車專案時，決定大量增購EMU500型通勤電聯車86組344輛（現存340＋2輛）。為此西部幹線的普通車大量被電車取代，普通車自1998年5月26日起退出西部幹線。
1999年12月，台鐵再度以宜蘭線、北迴線電氣化的名義再度購入EMU600型電聯車14組56輛。
臺鐵捷運化中，有預計仿效都市中的捷運系統，設置新車站與新路線並購入通勤電聯車作為開闢新客源的計畫，但是既有的通勤電車數量仍顯不足，甚至出現「南車北調」，停駛中南部電車增開冷氣平快車的情況。於是在2005年3月向台灣車輛採購20列40組160輛新車，即為EMU700型，於2007年逐步上路。
2006年11月1日，電車與支線冷氣柴客、屏東線各站停車復興號一併改稱為「區間車」。
2011年，台鐵因應六家線、沙崙線通車、臺東線電氣化以及西部幹線捷運化政策，加上近年來中短途旅運量大幅成長、在原有車輛數已不敷使用情況下，再度購置的新一批37列74組296輛電聯車，為EMU800型。
2015年3月，初代通勤電聯車EMU400型因車況不佳，全部停用。
2015年6月9日因為日幣貶值關係，使得當初的採購EMU800型列車經費因匯差而產生餘款，台鐵宣布將再增購EMU800型列車共計6列12組48輛。增購之後將從原本的37列74組296輛增為43列86組344輛，EMU800所有編組2017年5月23日投入營運。2016年，配合臺鐵整體購置及汰換車輛計畫（104-113年）的推動，開始辦理520輛通勤電聯車之採購作業，初期分成8輛編組的160輛與10輛編組的360輛兩標案進行招標，但因為招標過程不順利，經檢討後將兩案合併，以10輛編組520輛重新進行招標。2018年6月4日，520輛通勤電聯車採購案在第二次開標時，由唯一投標廠商現代Rotem得標，並預定於正式簽約後兩年內開始交車，2020年10月24日和25日首批2列20輛車交車，於2023年全數完成交付。

### 營運概況
台鐵電氣化區間（主要都會區通勤區間）均可見其蹤跡，EMU500型及EMU600型基本編成為4輛一組，視實際的運量可以連掛2組8輛或3組12輛運行，最多得以4組16輛運轉。後續的EMU700型及EMU800型固定每列車8輛編組，EMU900型固定每列車10輛編組。不過台鐵為了紓解連續假期的旅客需求，會使用通勤電聯車行駛區間快車，中途小站不停，以達到主要車站間大量快速運輸的效益。有時對號列車發生事故或故障也會以通勤電聯車代為跑完全程。通勤電聯車的票價為復興／區間（快）等級，每公里為新台幣1.46元。坐椅配置為長條椅（未優化EMU500型、EMU600型、EMU800增購編組）或非字形椅（EMU800型前74組及優化EMU500型），也有兩種座椅混搭的車型（EMU700型、EMU900型）。現役車型各車廂兩側皆設有3個車門（已停用之初代通勤電聯車EMU400型為2個車門)，並設有身心障礙專用乘車空間。因月台長度限制，六家線與沙崙線僅得以EMU500型或EMU600型1組4輛行駛。臺東線因通勤需求較低，故亦多以EMU500型1組4輛行駛。
台鐵雖自引進第1代通勤電聯車EMU400型之後持續引進通勤電聯車，然除近年中短途旅次量成長之外，2000年宜蘭線八堵～羅東間電氣化通車，2003年宜蘭線羅東～蘇澳間與北迴線電氣化通車，2011年六家線、沙崙線陸續通車，2014年臺東線電氣化通車，2015年屏東線屏東～潮州間電氣化通車，2019年屏東線潮州～枋寮間電氣化通車，通勤電聯車需求範圍不斷擴張。加上過往中部大多數班次、南部與宜蘭線部分班次僅由EMU500型1組4輛行駛，通勤品質不佳需擴充編組。且在EMU400型全面停用後，其原本運用須由其他車型補足。故通勤電聯車至EMU800型全數加入營運後仍有不足，且須開行基隆、瑞芳～嘉義、后里～屏東、潮州等長距離班次於中部路段重疊以維持中部各站服務水準。EMU900型520輛全數加入營運後應可有所改善。

### 女性優先車廂
自 2006年6月1日起，台鐵於通勤電聯車內試辦「女性專用車廂」服務，多於列車的中間或其中一端車廂，並以勸導的方式希望民眾配合，但無強制性的處罰措施。因實施配套措施不足，導致效果不佳，加上社會大眾對此措施仍有疑慮，故試辦半年期滿後宣佈不再實施。但是在2010年5月26日晨間，於屏東車站到枋寮車站之間的區間車上發生男性乘客性侵高中女學生的案件，因此在5月28日時，台鐵又緊急指定晨間、夜間各級列車之第1節車廂為女性優先車廂（通勤電聯車於西幹線南下端的第1節車廂的車窗，張貼「晨（夜）間 女性優先車廂」告示）。

## 使用車型

### EMU400
- 輛數：12組48輛
- 製造商：南非聯邦鐵路客貨車公司（UCW）
- 電機系列：英國通用電氣（GEC）

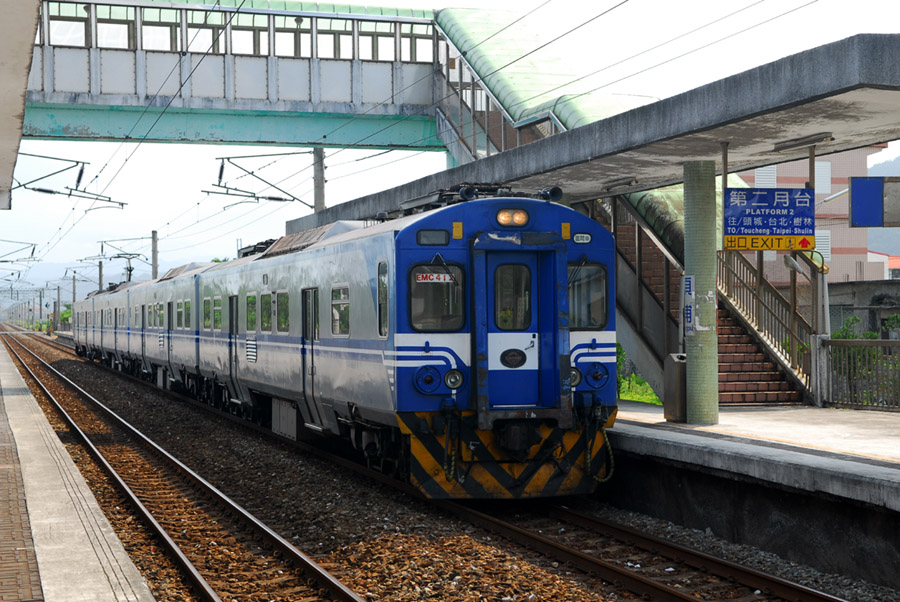
EMU400型通勤電車

- 轉向架（bogie）：美國GSI（動力車：TR53A；無動力車：TR53P）
- 編組：4 輛一組（EMC-ET-EP-EM[5]，兩端皆有駕駛室，最大可3組12輛連掛）
- 車輛編號：EMU401~412
- 營運最高速度：110km/h
- 設計最高速度：120km/h
- 輸出：1920kW／2574HP
- 製造年份：1990年
- 車輛異動：已全數報廢

### EMU500

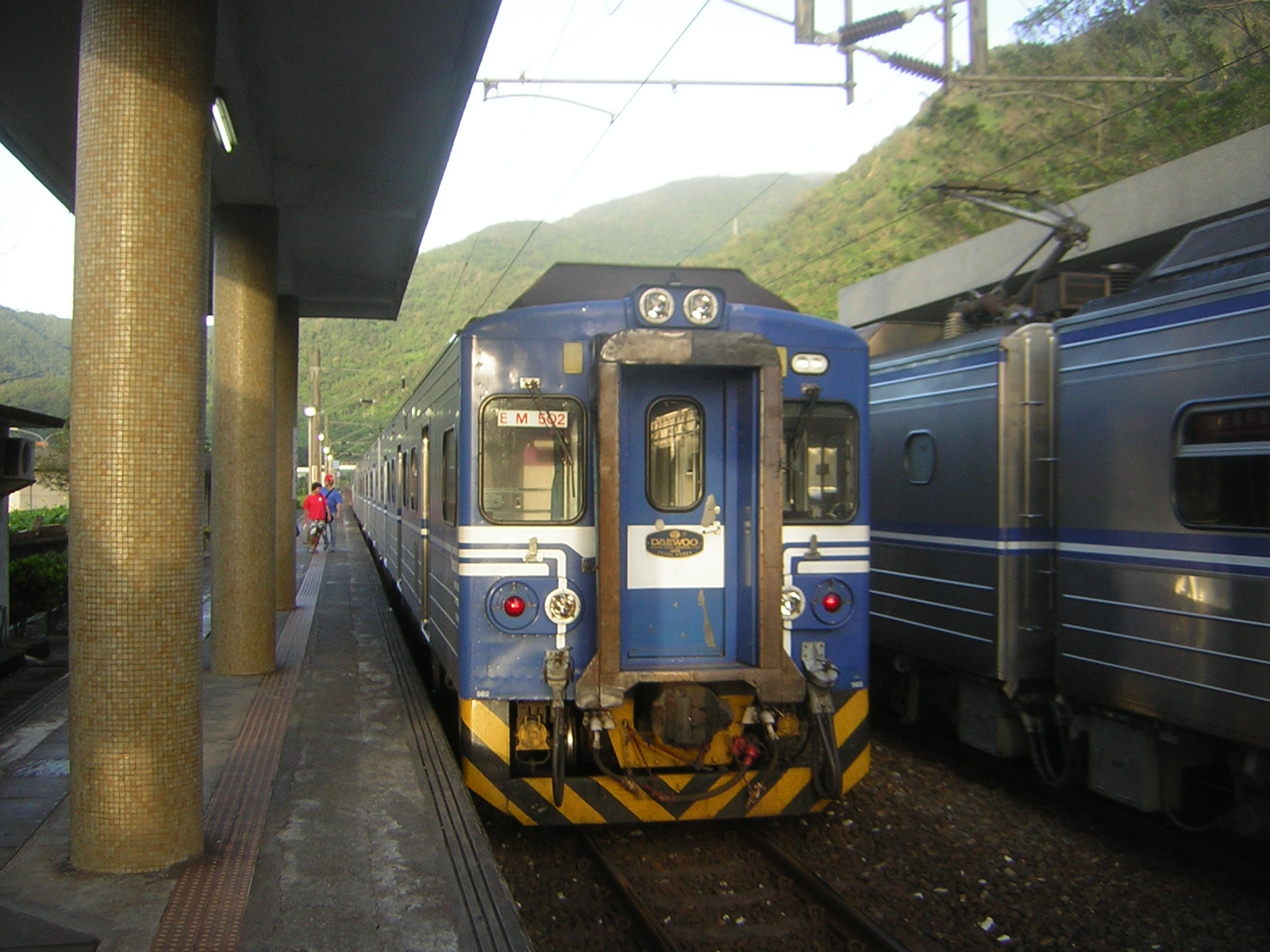
EMU500型通勤電車

- 輛數：86組344輛，現有85組340＋2輛
- 製造商：韓國大宇重工（DAEWOO Heavy Industries）
- 電機系列：德國西門子（SIEMENS SIBAS16R）
- 轉向架：ABB（動力車：P3-1a；無動力車：T3-18b）
- 編組：4輛一組（EMC-EP-ET-EM[5]，兩端皆有駕駛室，最大可4組16輛連掛）
- 車輛編號：EMU501~586
- 營運最高速度：110km/h
- 設計最高速度：110km/h
- 輸出：2000kW／2681HP
- 製造年份：1995～1997年
- 車輛異動：EP508、ET508報廢，詳見臺鐵大里車站事故，另EMU536因花蓮調車事故而停用待除籍。

### EMU600
- 輛數：14組56輛
- 製造商：ROTEM[6]

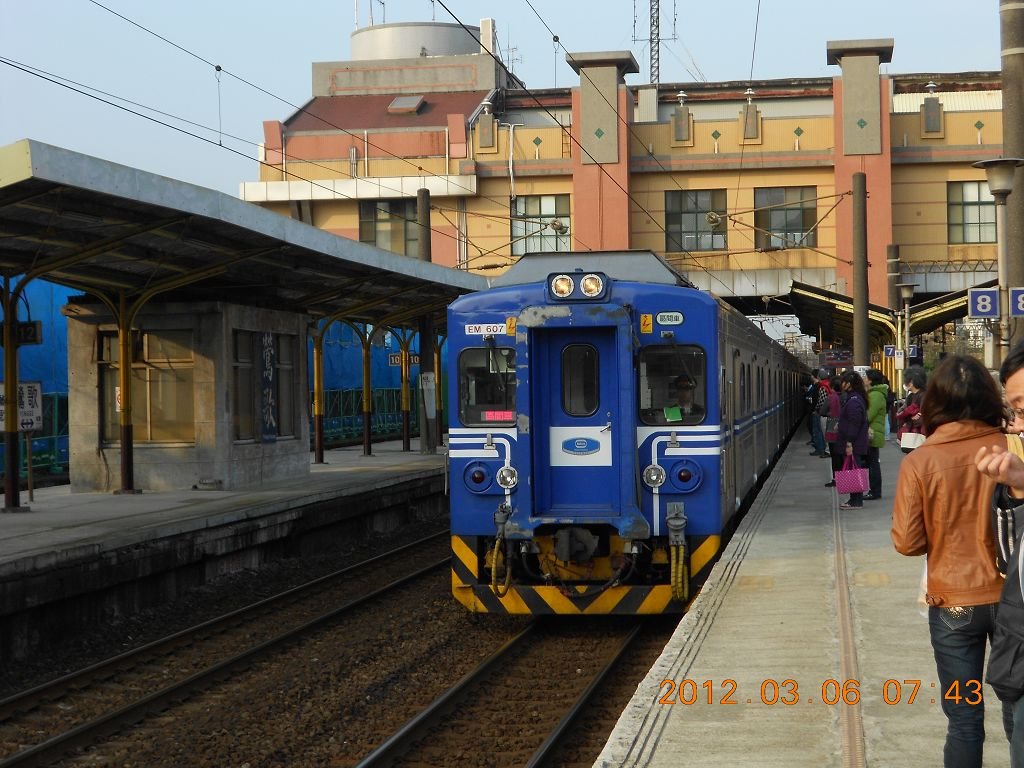
EMU600型通勤電車

- 電機系列：日本東芝（TOSHIBA Corporation）技術轉移ROTEM
- 轉向架：ALSTOM（動力車：P600A；拖車：T600B）
- 編組：4輛一組（EMC-EP-ET-EM[5]，兩端皆有駕駛室，最大可4組16輛連掛）
- 車輛編號：EMU601~614
- 營運最高速度：110km/h
- 設計最高速度：110km/h
- 輸出：2000kW／2681HP
- 製造年份：2001～2002年
- 車輛異動：2023年8月24日起陸續停用檢修；現階段除了EMU610修復完成並配置嘉義機務段，其餘的編組轉向架檢測工程仍在進行中[7]。

### EMU700
- 輛數：20列40組160輛
- 製造商：日本車輛及台灣車輛
- 電機系列：東芝電機

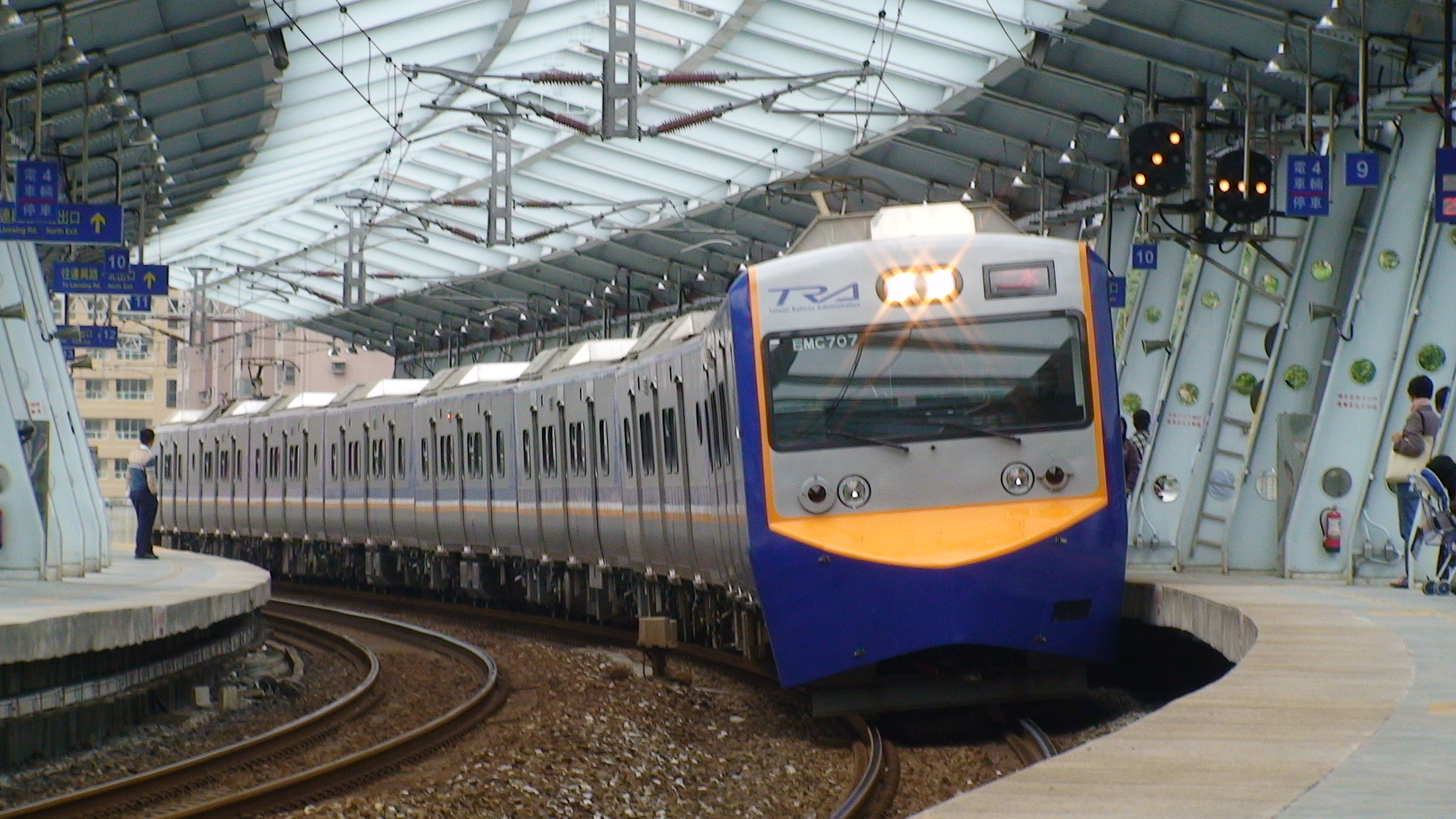
EMU700通勤電車

- 轉向架：空氣彈簧無搖枕轉向架（動力車：ND-737M；拖車：ND-737T）
- 編組：4輛1組（EMC-EP-ET-EM，固定由2組對接編成）
- 車輛編號：EMU701～740
- 營運最高速度：110km/h
- 設計最高速度：120km/h
- 輸出：2740kW／5148HP（兩組編成時）
- 製造年份：2007年～2008年
- 車輛異動：無

### EMU800

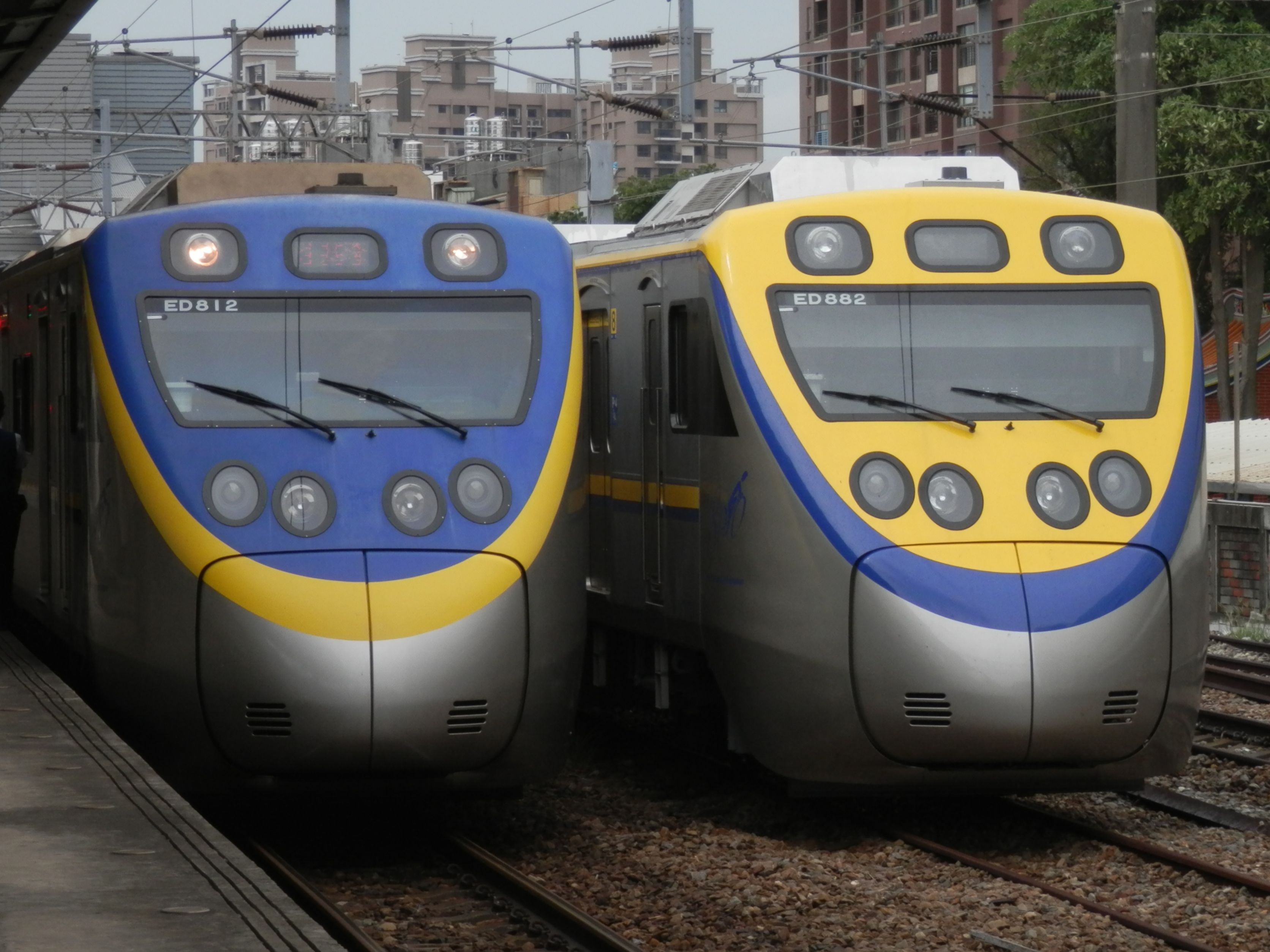
EMU800型初代編組（左）與增購編組（右）

- 輛數：43列86組344輛（初代編組74組＋增購編組12組）
- 製造商：日本車輛製造及台灣車輛
- 電機系列：東芝電機
- 轉向架：空氣彈簧式無枕梁轉向架（動力車：ND-741M型；無動力車：ND-741T型）
- 編組：4輛一組（ED-EMA-EP-EMB，固定由2組對接編成）
- 車輛編號：原先編組EMU801～874，增購編組EMU881～892
- 營運最高速度：130km/h
- 設計最高速度：140km/h
- 輸出：3740kW／4870HP（兩組編成時）
- 製造年份：2012年～2017年
- 車輛異動：無

### EMU900
- 輛數：52列520輛
- 製造商：現代Rotem[8]
- 電機系列：東芝電機

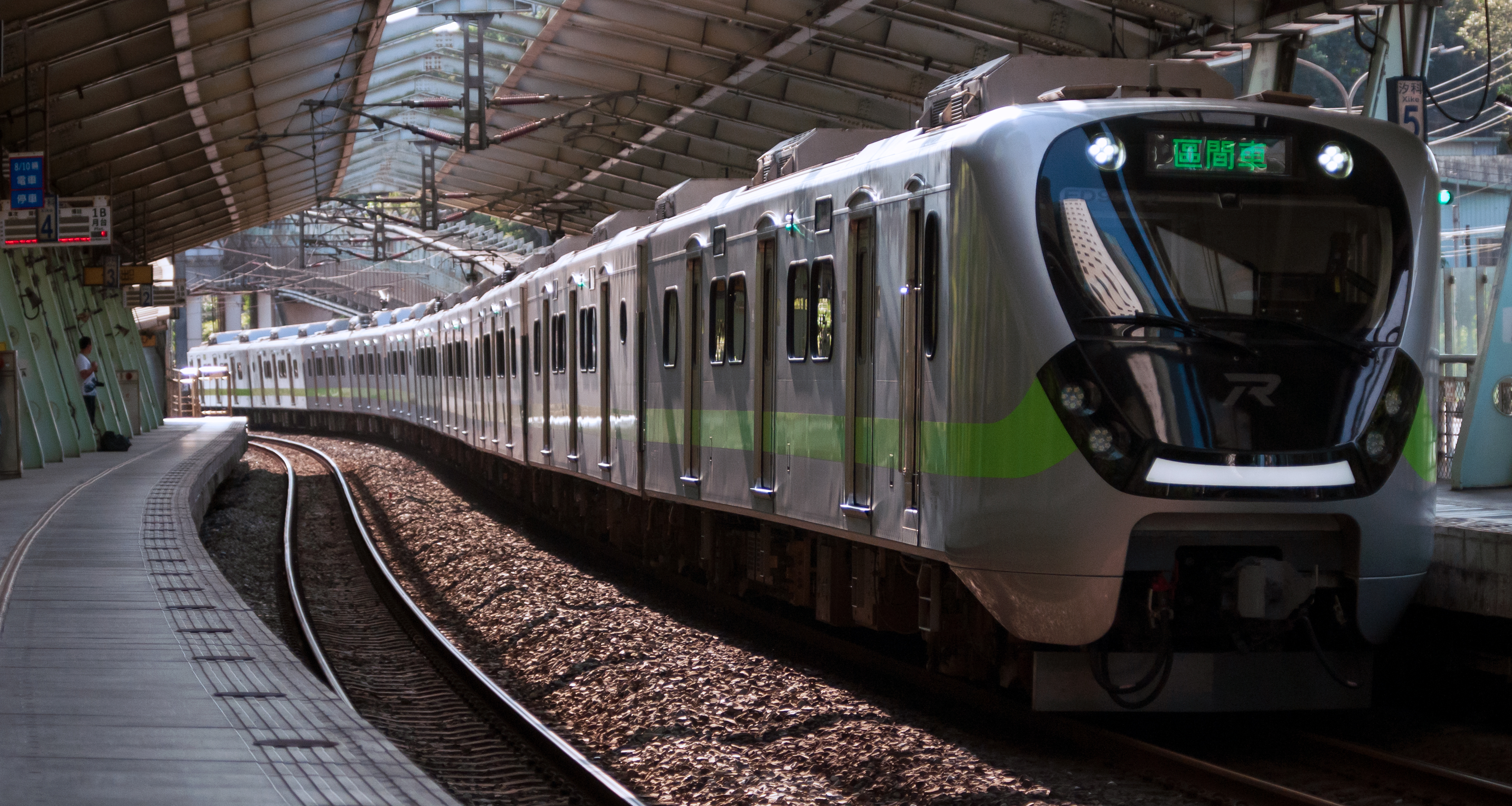
EMU900型通勤電車

- 轉向架：空氣彈簧式無枕梁轉向架（動力車：RE2320B-002型；無動力車：RE2320B-007型）
- 編組：10輛固定編成（ED1+EM1+EP1+EM2+EM3+EP2+EM4+EP3+EM5+ED2）
- 車輛編號：EMU901～952
- 營運最高速度：130km/h
- 設計最高速度：140km/h
- 輸出：4000kW／5361HP
- 製造年份：2019年～2023年

## 備註
1. ↑  李欽賢、洪致文，台灣古老火車站；洪致文，台灣鐵道印象(上)
2. ↑  葉永騫、曾鴻儒. . 自由時報. 2010-05-28  [2010-05-28]. （原始内容存档于2022-05-17）.
3. ↑  .   [2010-07-02]. （原始内容存档于2010-06-01）.
4. ↑  葉奉達. . TVBS新聞網. 2010-08-24  [2016-05-16]. （原始内容存档于2022-05-17）.
5. 1 2 3  通勤電聯車的車輛型式中，EMC為駕駛馬達客車，ET為客車，EP為動力客車，EM為馬達客車（不一定有駕駛艙），ED為駕駛客車
6. ↑  EMU600招標時韓商是以1999年由大宇重工、現代精工、韓進重工等三家公司的鐵路部門合組成的KOROS公司（Korea Rolling Stock Company）參與競標，當時主事者多為前大宇重工的員工，得標後因股權變動再更名為Rotem Company（a member of Hyundai Motor Group）；在數次招標過程中，現代精工也是有單獨投標，但1999年KOROS成立後，三家母公司即依約定不得再參與任何韓國或海外的車輛標案。
7. ↑  李姿慧. . ETtoday新聞雲. 2023-08-24  [2023-08-24]. （原始内容存档于2023-08-24） （中文（繁體））.
8. ↑  . Hyundai Rotem官方新聞稿. 2018-06-04  [2018-06-07]. （原始内容存档于2020-10-26）.